# Бржетислав I
Бретислав I (чеськ. Břetislav I., 1002/1005 — 10 січня 1055) — князь Богемії (1034—1055). Прізвисько — «Богемський Ахілл».

## Імена
- Бже́тіслав (чеськ. Břetislav, МФА: [ˈbr̝ɛcɪslaf]) — чеський варіант.
- Бретисла́в (лат. Bretislaus) — традиційний латинський і український варіант імені[1][2].
- Брячисла́в — новітній український варіант[3][4].
- Бржетисла́в — альтернативний московський запис, де чеське ř або польське rz передавали як рж.

## Біографія

### Молоді роки
Походив з династії Пржемисловичів. Позашлюбний син Олдржиха, князя Богемії, та наложниці Божени (донька фермера). У 1019 році викрав доньку маркграфа Нордгау, на якій 1020 року оженився. В цей же час отримав у керування Моравію, зробивши своєю ставкою Оломоуц. У 1031 році разом з імперськими військами він брав участь в поході на Угорщину (сучасні південні райони Словаччини).

### Князювання
Обставини сходження Бретислава на чеський престол не цілком ясні. Вважається, що в 1033 році Олдржих, помирившись з імператором, скинув брата Яромира, а самого Бретислава вигнав з країни. Але кілька місяців по тому Олдржих помер, і Бретислав зайняв княжий стіл. За легендою Яромир, засліплений Олдржиха, добровільно відмовився від трону на користь небожа.
1032 року Бретислав дозволив ченцю Прокопію заснувати Сазавський монастир, що став одним із найбільших релігійно-освітніх центрів Чеської держави.
За Бретислава I Богемія стала одним з найсильніших держав Центральної Європи. 1035 році надав допомогу імператору Конраду II у війні з лужанами. Скориставшись ослабленням Польщі, князь Богемії у 1039 році зробив набіг на цю державу, захопивши Познань, пограбувавши Гнєзно і Краків, а на зворотному шляху захопивши частину Сілезії. Після цього звернувся до папського престолу утворити в Празі окреме архієпископство, але зустрів спротив з боку примса Німеччини — архієпископа Майнцького.
Побоюючись посилення Бретислава I, імператор Генріх III в 1040 році вдерся до Богемії, але князь останньої завдав поразки ворогові у битві в Богемському лісі. У 1041 році імператор знову напав на Чехію: 3 військами з 3 боків — з півночі, заходу і півдня. Бретислав I опинився в облозі в Празі і змушений підкоритися внаслідок повстання знаті й єпископів. 15 жовтня того ж року чеський князь з'явився на імперський сейм в Регенсбурзі в покаянному одязі, склав присягу на вірність імператору, заплатив штраф у 4000 марок золотом і отримав як лен Богемію і дві польські області в Сілезії. З цього часу Чехія увійшла до складу Священної Римської імперії.
Згодом Бретислав I неодноразово бував при дворі імператора і допомагав тому в військових походах. Похід на Угорщину в 1042 році закінчився невдачею, але в 1044 році угорський король Шамуель-Аба був переможений, схоплений і страчений.
1053 року Бретислав I повернув Польщі сілезькі області в обмін на обіцянку платити щорічно 500 марок сріблом і 300 марок золотом. Підтримував створений в 1033 році монастир на річці Сазава, що був важливим центром слов'янської культури. У монастирі була зібрана велика бібліотека старослов'янських книг. У монастирському скрипторії були вперше записані давньослов'янською мовою багато чеських легенд. У 1050 році провів грошову реформу, замінивши каролінзький фунт та празьку марку, чим значно зміцнив фінансовий стан Богемії. 1051 році брав участь у новому поході на Угорщину.
Сприяв подальшій християнізації держави, заборонивши багатоженство й торгівлю на свята. Щоб запобігти чварам між своїми нащадками, 1054 року видав закон сеньйорат: князем Богемії повинен був стати старшим з роду Пржемисловічів, а інші князі наділялися феодами в Моравії. Згідно з цим законом Бретислав I розділив Чеське князівство: Вратислав отримав Оломоуц, Конрад — Брно, Ота — Зноймо, Спитігнев став старшим над ними, а Яромир почав церковну кар'єру.
1054 року підготував новий похід на Угорщину, але внаслідок хвороби не здійснив цей намір. Помер 10 січня 1055 року в Хрудімі під час походу на Угорщину.

## Родина
Дружина — Юдита, донька Генріха фон Швайнфурта, маркграфа Нордгау.
Діти:
- Спитігнєв (1031—1061)
- Вратислав (д/н-1092), король Богемії у 1086—1092 роках
- Конрад (1036—1092), князь Богемії у 1092 року
- Яромир (бл. 1040—1090), Празький єпископ
- Ота (д/н-1087), князь Зноємський